# Paesi Bassi ai Giochi della II Olimpiade
I Paesi Bassi parteciparono ai Giochi olimpici di Parigi dal 14 maggio al 28 ottobre 1900. In tutto i partecipanti olandesi furono 29, i quali ottennero 1 medaglia d'argento e tre medaglie di bronzo.

## Medagliere

### Per discipline
| Sport       | Oro | Argento | Bronzo | Totale |
| ----------- | --- | ------- | ------ | ------ |
| Canottaggio | 0   | 1       | 1      | 2      |
| Nuoto       | 0   | 0       | 1      | 1      |
| Tiro        | 0   | 0       | 1      | 1      |
| Totale      | 0   | 1       | 3      | 4      |

### Medaglie
| Medaglia | Nome                                                                              | Sport       | Evento            |
| -------- | --------------------------------------------------------------------------------- | ----------- | ----------------- |
| Argento  | Minerva Amsterdam                                                                 | Canottaggio | Quattro con       |
| Bronzo   | Minerva Amsterdam                                                                 | Canottaggio | Otto              |
| Bronzo   | Johannes Drost                                                                    | Nuoto       | 200 metri dorso   |
| Bronzo   | Solko van den Bergh Antonius Bouwens Dirk Boest Gips Henrik Sillem Anthony Sweijs | Tiro        | Pistola a squadre |

## Canottaggio
| Evento      | Pos. | Imbarcazione | Primo turno | Semifinali              | Finale              |
| ----------- | ---- | --- | ----------- | ----------------------- | ------------------- |
|             |      | |             |                         |                     |
| Due con     | 1°   | Minerva Amsterdam François Brandt, Roelof Klein, Hermanus Brockmann, timoniere sconosciuto                                                                                                | -           | 6:56.0 2°, semifinale 1 | 7:34.2              |
|             |      | |             |                         |                     |
| Quattro con | 2°   | Minerva Amsterdam Coenraad Hiebendaal, Gerhard Lotsy, Paulus Lotsy, Johannes Terwogt, Hermanus Brockmann (timoniere)                                                                      | -           | 6:02.0 1°, semifinale 2 | 6:03.0 2nd, final B |
|             |      | |             |                         |                     |
| Otto        | 3°   | Minerva Amsterdam François Brandt, Johannes van Dijk, Roelof Klein, Ruurd Leegstra, Walter Middelberg, Hendrik Offerhaus, Walter Thijssen, Henricus Tromp, Hermanus Brockmann (timoniere) | -           | 4:59.2 1°, semifinale 1 | 6:23.0              |
|             |      | |             |                         |                     |

## Nuoto
| Evento                  | Pos. | Nuotatore               | Semifinali                 | Finale    |
| ----------------------- | ---- | ----------------------- | -------------------------- | --------- |
|                         |      |                         |                            |           |
| 200 metri stile libero  | 13°  | Herman Alexander de Bij | 3:10.4 2°, semifinale 4    | Eliminato |
|                         |      |                         |                            |           |
| 4000 metri stile libero | 5°   | Eduard Meijer           | 1:17:55.4 2°, semifinale 2 | 1:16:37.2 |
|                         |      |                         |                            |           |
| 200 metri dorso         | 3°   | Johannes Drost          | 3:10.2 2°, semifinale 3    | 3:01.0    |
| 200 metri dorso         | 4°   | Johannes Bloemen        | 3:09.2 1°, semifinale 2    | 3:02.2    |
|                         |      |                         |                            |           |

## Scherma
| Evento            | Pos.    | Schermidore                | Primo turno     | Quarti | Ripescaggio | Semifinali | Finale    |
| ----------------- | ------- | -------------------------- | --------------- | ------ | ----------- | ---------- | --------- |
|                   |         |                            |                 |        |             |            |           |
| Spada per maestri | 19°-54° | Antonius van Nieuwenhuizen | 3°-6° in pool A | -      | -           | Eliminato  | Eliminato |
|                   |         |                            |                 |        |             |            |           |

## Tiro
| Evento                         | Pos. | Tiratore                                                                                 | Punteggio |
| ------------------------------ | ---- | ---------------------------------------------------------------------------------------- | --------- |
|                                |      |                                                                                          |           |
| Pistola militare individuale   | 6°   | Dirk Boest Gips                                                                          | 437       |
| Pistola militare individuale   | 12°  | Henrik Sillem                                                                            | 408       |
| Pistola militare individuale   | 15°  | Antonius Bouwens                                                                         | 390       |
| Pistola militare individuale   | 18°  | Solko van den Bergh                                                                      | 331       |
| Pistola militare individuale   | 20°  | Anthony Sweijs                                                                           | 310       |
|                                |      |                                                                                          |           |
| Pistola militare a squadre     | 3°   | Solko van den Bergh, Antonious Bouwens, Gerardus van Haan, Henrik Sillem, Anthony Sweijs | 1876      |
|                                |      |                                                                                          |           |
| Carabina militare in piedi     | 14°  | Marcus Ravenswaaij                                                                       | 272       |
| Carabina militare in piedi     | 22°  | Uilke Vuurman                                                                            | 261       |
| Carabina militare in piedi     | 25°  | Henrik Sillem                                                                            | 249       |
| Carabina militare in piedi     | 26°  | Solko van den Bergh                                                                      | 239       |
| Carabina militare in piedi     | 28°  | Antonius Bouwens                                                                         | 238       |
|                                |      |                                                                                          |           |
| Carabina militare in ginocchio | 5°   | Marcus Ravenswaaij                                                                       | 306       |
| Carabina militare in ginocchio | 6°   | Uilke Vuurman                                                                            | 303       |
| Carabina militare in ginocchio | 11°  | Antonius Bouwens                                                                         | 296       |
| Carabina militare in ginocchio | 19°  | Henrik Sillem                                                                            | 281       |
| Carabina militare in ginocchio | 20°  | Solko van den Bergh                                                                      | 274       |
|                                |      |                                                                                          |           |
| Carabina militare proni        | 6°   | Henrik Sillem                                                                            | 317       |
| Carabina militare proni        | 8°   | Uilke Vuurman                                                                            | 312       |
| Carabina militare proni        | 14°  | Marcus Ravenswaaij                                                                       | 303       |
| Carabina militare proni        | 20°  | Solko van den Bergh                                                                      | 292       |
| Carabina militare proni        | 26°  | Antonius Bouwens                                                                         | 278       |
|                                |      |                                                                                          |           |
| Carabina militare 3 posizioni  | 9°   | Marcus Ravenswaaij                                                                       | 881       |
| Carabina militare 3 posizioni  | 14°  | Uilke Vuurman                                                                            | 876       |
| Carabina militare 3 posizioni  | 18°  | Henrik Sillem                                                                            | 847       |
| Carabina militare 3 posizioni  | 25°  | Antonius Bouwens                                                                         | 812       |
| Carabina militare 3 posizioni  | 27°  | Solko van den Bergh                                                                      | 805       |
|                                |      |                                                                                          |           |
| Carabina militare a squadre    | 5°   | Solko van den Bergh, Antonius Bouwens, Marcus Ravenswaaij, Henrik Sillem, Uilke Vuurman  | 4221      |
|                                |      |                                                                                          |           |

## Tiro con l'arco
Nelle gare di tiro con l'arco presero parte 6 arcieri olandesi, i quali non ottennero alcuna medaglia. Il nome di nessuno di questi sei atleti è conosciuto.

## Vela
| Evento          | Pos. | Velista                                            | Tempo (totale) |
| --------------- | ---- | -------------------------------------------------- | -------------- |
|                 |      |                                                    |                |
| classe 3-10 ton | 4°   | Chris Hooijkaas Henri Smulders Arie van der Velden | 4:46:36        |
| classe open     | —    | Chris Hooijkaas Henri Smulders Arie van der Velden | -              |
|                 |      |                                                    |                |